# Tiro com arco nos Jogos Olímpicos de Verão de 1980
As competições de tiro com arco nos Jogos Olímpicos de Verão de 1980 foram disputadas entre 27 e 30 de julho no Krylatskoye Sports Complex Archery Field em Moscou.
A programação do tiro com arco começou no dia 30 de julho e terminou no dia 2 de agosto. Os pontos foram em um formato denominado rodada dupla FITA, que incluiu 288 flechas disparadas ao longo de quatro dias em quatro distâncias diferentes: 70 metros, 60 metros, 50 metros, 30 metros para mulheres; 90 metros, 70 metros, 50 metros, 30 metros para homens.

## Eventos
Dois conjuntos de medalhas foram concedidos:
- Individual masculino
- Individual feminino

## Medalhistas
Na disputa masculina, Tomi Poikolainen, da Finlândia, consagrou-se campeão olímpico. O soviético Boris Isachenko e o italiano Giancarlo Ferrari ficaram com as medalhas de prata e bronze respectivamente. Já na prova feminina, a campeã foi a soviética Keto Losaberidze, enquanto Natalya Butuzova, também da União Soviética, e Päivi Meriluoto, da Finlândia, completaram o pódio com o segundo e terceiro lugar.
| Evento                        | Ouro                                 | Prata                                | Bronze                        |
| ----------------------------- | ------------------------------------ | ------------------------------------ | ----------------------------- |
| Individual masculino detalhes | Tomi Poikolainen FIN Finlândia       | Boris Isachenko URS União Soviética  | Giancarlo Ferrari ITA Itália  |
| Individual feminino detalhes  | Keto Losaberidze URS União Soviética | Natalya Butuzova URS União Soviética | Päivi Meriluoto FIN Finlândia |

## Quadro de medalhas
| Ordem | País                | Medalha de ouro | Medalha de prata | Medalha de bronze |   | Ordem por total |
| ----- | ------------------- | --------------- | ---------------- | ----------------- | - | --------------- |
| 1     | URS União Soviética | 1               | 2                |                   | 3 | 1               |
| 2     | FIN Finlândia       | 1               |                  | 1                 | 2 | 2               |
| 3     | ITA Itália          |                 |                  | 1                 | 1 | 3               |
| TOTAL | TOTAL               | 2               | 2                | 2                 | 6 | —               |